# Vanessa gonerilla
Vanessa gonerilla és una espècie de lepidòpter papilionoïdeu de la família dels nimfàlids (Nymphalidae) endèmica de Nova Zelanda. Es troba tant a l'illa del Nord com a la del Sud.
La larva s'alimenta d'Urtica ferox, espècie d'ortiga endèmica de Nova Zelanda, i Urtica dioica.